# Julius Wiegand
Julius Wiegand (* 1. November 1880 in Fulda; † 10. August 1956 in Köln) war ein deutscher Literaturhistoriker, Germanist und Lehrer.

## Leben
Julius Wiegand studierte an der Philipps-Universität Marburg und wurde dort im Jahre 1904 mit der Dissertation „Stilistische Untersuchungen zum König Rother“ promoviert. Wiegand engagierte sich bei den Jungdemokraten, einer zu seiner Zeit nationalliberalen Jugendorganisation der linksliberalen Deutschen Demokratischen Partei. Wiegand wurde Oberlehrer am Deutzer Gymnasium Schaurtestraße. Im Jahre 1927 wurde er dort zum Oberstudienrat befördert.

## Werk
Neben eigenen Buchveröffentlichungen nahm Wiegand in seiner Laufbahn Teil am literaturwissenschaftlichen und literaturhistorischen Diskurs durch Veröffentlichung von Artikeln in entsprechenden Zeitschriften. 
Die ganze Geschichte der deutschen Dichtung behandelte Wiegand in seinem 1922 veröffentlichten und 1929 neu aufgelegten Werk Geschichte der deutschen Dichtung in strenger Systematik, nach Gedanken, Stoffen und Formen in fortgesetzten Längs- und Querschnitten. Darin hebt Wiegand Friedrich Nietzsches „sprachschöpferische Kraft“ hervor, beschreibt ihn allerdings als „Staatsgegner“ und verweist auf seine „aristokratischen Anschauungen“. Wiegand attestiert Nietzsche, dass bei ihm allein die Schönheit als Wert unbestritten bleibe, was wiederum unterschiedliche Anhänger seiner Lehre vereine.
Einen Vergleich und eine Analyse des lyrischen Schaffens von Walther von der Vogelweide, Friedrich Gottlieb Klopstock und Johann Wolfgang von Goethe veröffentlichte Wiegand im Jahre 1956.

## Publikationen
- Stilistische Untersuchungen zum König Rother, Dissertation, Universität Marburg, 1904.
- Stilvorbild und Stilnachahmung, Einführung in einen literarischen Grundbegriff, in: Lehrproben und Lehrgänge aus der Praxis der höheren Lehranstalten, hrsg. v. Wilhelm Fries, 1917.
- Geschichte der deutschen Dichtung in strenger Systematik, nach Gedanken, Stoffen und Formen in fortgesetzten Längs- und Querschnitten, Schaffstein Verlag, 1922.
- Deutsche Geistesgeschichte im Grundriss. Zus. m. Hans Joachim Moser, Karl Schaefer und Max Wundt, Frankfurt am Main, Diesterweg, 1932.
- Gleichnis-, Metapher- und Symbolgedicht, in: Zeitschrift für deutsche Philologie, 64, 1939. S. 277–280.
- Der Rahmen des lyrischen Gedichts, in: Zeitschrift für deutsche Philologie, 67, 1942, S. 183–204.
- Die Einkleidung des lyrischen Gedichts, in: Zeitschrift für deutsche Philologie. 68, 1943/44. S. 165–174.
- Zur lyrischen Technik, Wirkendes Wort 4, 1953/54. S. 312.
- Zur lyrischen Kunst Walthers, Klopstocks und Goethes, Max Niemeyer Verlag, Tübingen, 1956.
- postum: Epigramm, in: Reallexikon der deutschen Literaturgeschichte, 2. Aufl. hrsg. v. Werner Kohlschmidt, Wolfgang Mohr, Bd. 1, Berlin 1958. S. 774–379.